# Collateur
On appelait collateurs ou patrons ceux qui avaient le droit de présenter un candidat à un bénéfice vacant. En principe, ce droit appartenait au fondateur ou au bienfaiteur insigne d’une église ; il le passait à ses héritiers ou le cédait à d’autres. 
- Si ce patronage appartenait à une famille, il était laïc et personnel,
- s’il était attaché à la possession d’une terre, il était laïc et réel,
- s’il dépendait d’une communauté, d’un bénéfice, il était ecclésiastique,
- s’il était exercé à la fois par un laïc et un bénéficier, il était mixte.

Toutefois un certain nombre de ces paroisses dépendaient d’un chapitre, d’une collégiale, d’un monastère d’une manière encore plus étroite : elles étaient "unies", incorporées à la communauté. L’abbaye, la collégiale ou le chapitre était, comme on disait alors, curé primitif. Il touchait les revenus et faisait administrer la paroisse par un vicaire, auquel il abandonnait le casuel et assurait une pension appelée portion congrue, c'est-à-dire convenable. Ces vicaires d’abord amovibles au grand détriment des paroisses furent déclarés perpétuels ou inamovibles par le Concile de Trente. Dans les paroisses de ce genre, les collateurs, malgré leur droit de patronage, n’avaient aucune juridiction, elle appartenait tout entière aux prêtres vicaires présentés par eux et agréés par l’évêque.
Le collateur ou patron était le voué, le protecteur de la paroisse : il avait le devoir de la défendre, de veiller à la conservation de ses terres et de ses revenus, de pourvoir à son entretien, en cas de détresse. En retour, il possédait des avantages : non seulement il présentait le candidat à la cure vacante, mais encore il percevait les deux tiers et quelquefois la totalité de la dîme, il avait le droit de préséance à l’église et on lui payait le droit de sauvegarde. 
Les candidats collateurs étaient examinés par l’archidiacre, agréés par l’évêque, et installés par le doyen.

## Sources
Monographie de l'abbé Petitjean (curé de La Neuveville-sous-Châtenois, avant 1914), publiée dans le bulletin paroissial du village. 